# Agricoltura della civiltà romana

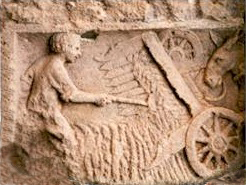
Rilievo raffigurante una mietitrebbia gallo-romana nella Gallia romana

L'agricoltura nell'antica Roma non era solamente una necessità, ma era anche idealizzata nella società d'élite come uno stile di vita. Cicerone considerava l'agricoltura come la migliore fra le occupazioni romane. Nel suo trattato Sui doveri, dichiarava che: 'fra le occupazioni nelle quali il guadagno è assicurato, nessuna è migliore dell'agricoltura, né più proficua, né più piacevole, né più consone all'uomo libero.' Quando uno dei suoi clienti fu deriso nella corte per aver preferito uno stile di vita rurale, Cicerone difese la vita di campagna come 'maestra di economia, operosità e giustizia' (parsimonia, diligentia, iustitia). Catone, Columella, Varrone e Palladio scrissero manuali sull'attività agricola.
La coltivazione di base era il grano, e il pane era il pilastro di ogni tavola romana. Nel suo trattato De agricultura ("Sull'agricoltura", II secolo a.C.), Catone scrisse che la produzione migliore era il vigneto, seguito da: un giardino irrigato, una piantagione di salici, un uliveto, un pascolo, un campo di grano, alberi da foresta, un vitigno sostenuto da alberi, e infine un bosco di alberi da ghianda.
Nonostante Roma si appoggiasse alle risorse prodotte delle sue molte province ottenute con guerre e conquiste, i Romani più ricchi svilupparono le terre in Italia per produrre una varietà di prodotti. "La popolazione della città di Roma costituiva un grande mercato per l'acquisto degli alimenti prodotti nelle aziende agricole italiche".
La proprietà della terra era un fattore determinante nella distinzione fra l'aristocrazia e la plebe, e più terra possedeva un romano, più sarebbe stato importante nella città. I soldati erano spesso ricompensati con terreni dai comandanti sotto i quali servivano. Nonostante le aziende agricole dipendessero dal lavoro servile, uomini liberi e cittadini venivano assunti per supervisionare gli schiavi e assicurare che l'azienda funzionasse agevolmente.

## Pratiche nell'agricoltura

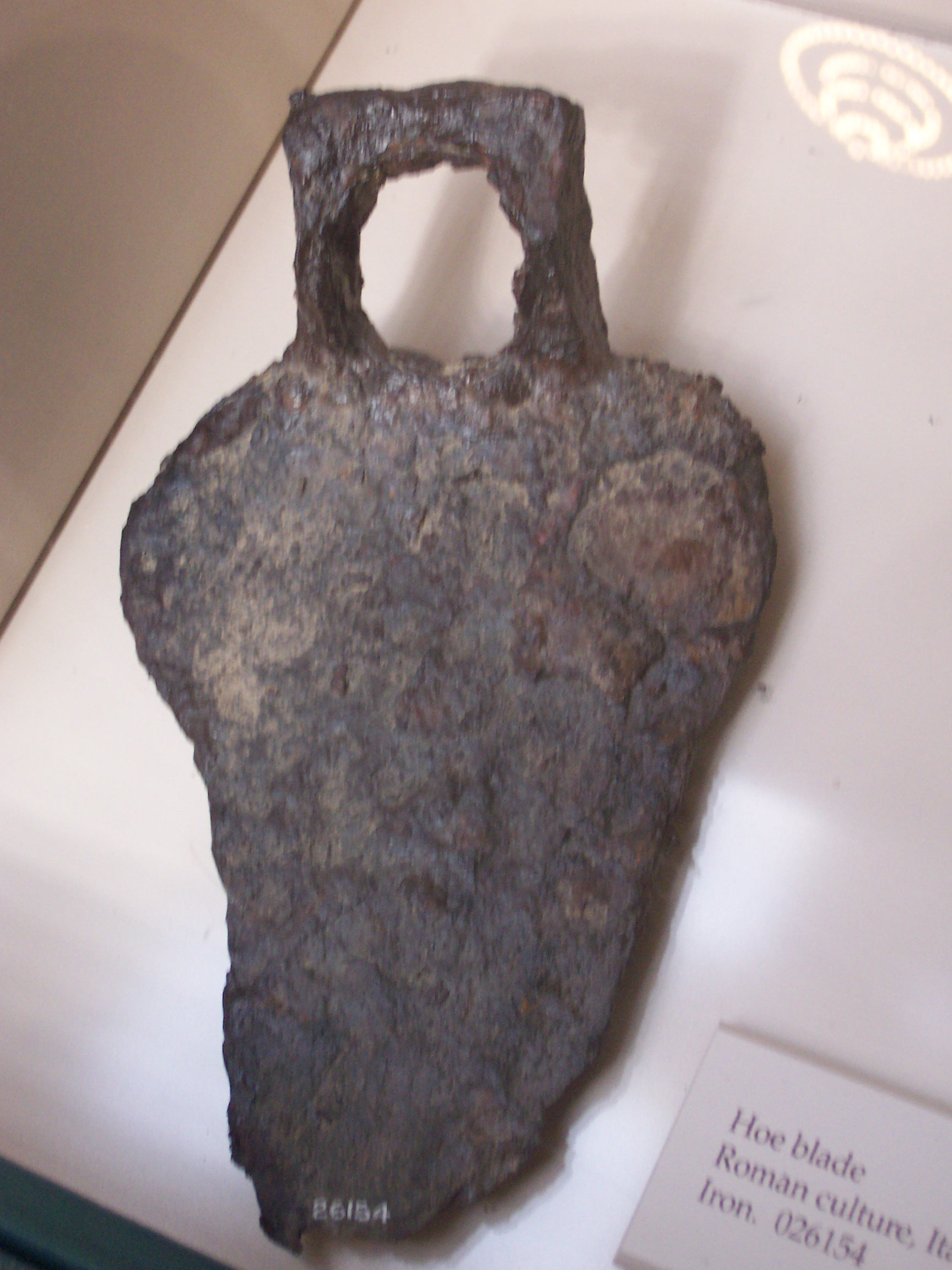
Pala di una zappa romana, esposta al Field Museum di Chicago

Nel V secolo a.C., le terre a Roma erano divise in piccoli appezzamenti a conduzione familiare. I Greci del periodo, però, avevano iniziato ad usare la rotazione delle colture e ad avere grandi tenute. I contatti romani con Cartagine, la Grecia e l'est ellenistico, migliorarono i metodi dell'agricoltura romana, che raggiunse il suo apice in produzione ed efficienza fra l'età tarda della repubblica e l'inizio dell'impero Romano.
La dimensione delle aziende agricole a Roma poteva essere divisa in tre categorie. Le piccole proprietà terriere potevano avere da 18 a 108 iugeri, dove uno iugero equivaleva a circa 0.65 acri o ad un quarto di ettaro. Le medie proprietà avevano dagli 80 ai 500 iugeri. Le grandi proprietà terriere (chiamate latifondi) avevano oltre 500 iugeri.
Nell'epoca della tarda repubblica, il numero di latifondi aumentò. I romani benestanti compravano la terra ai contadini della plebe che non riuscivano più a guadagnarsi da vivere; infatti, dal 200 a.C., le Guerre puniche chiamarono alle armi i contadini plebei per lunghi periodi di tempo.
Le mucche provvedevano al latte, mentre i buoi e gli asini eseguivano il lavoro pesante nell'azienda agricola. Il latte delle pecore e capre era utilizzato nella produzione di formaggi, mentre le loro pelli erano considerate di valore. I cavalli non erano utilizzati per la maggior parte nell'agricoltura, ma usati dai ricchi nelle corse o nelle guerre. La produzione di zucchero si concentrò sull'apicoltura, mentre alcuni Romani allevarono lumache come vivanda di lusso.
I Romani utilizzavano quattro metodi di conduzione dei terreni agricoli: lavoro diretto eseguito dal proprietario e dalla sua famiglia; terreno affittato a terzi o mezzadria, che consisteva nella divisione dei prodotti fra il proprietario e il mezzadro; lavoro eseguito da schiavi posseduti da aristocratici e sottoposti ad un continuo supervisionamento; e altri arrangiamenti in cui la terra era ceduta in affitto ad un contadino.
Catone il Vecchio (conosciuto anche come Catone il Censore) fu politico e uomo di stato della seconda metà dell'età repubblicana romana e descrisse il suo punto di vista su come dovesse essere condotto un lotto di terra di 100 iugeri. Sostenne che una tale azienda agricola dovesse avere: "un caposquadra, la moglie del caposquadra, dieci braccianti, un conducente di buoi, un conducente di asini, un uomo in carica del boschetto di salici, un porcaro, per un totale di sedici persone; due buoi, due asini per il trasporto dei carri, un asino per il lavoro nel mulino." Disse anche che una azienda agricola dovesse avere: "tre presse completamente equipaggiate, giare in cui raccogliere cinque vendemmie, per un ammontare di ottocento cullei, venti giare per il deposito degli scarti delle presse enologiche, altre venti per il grano, e coperture a parte per le giare, sei amphorae ricoperte per metà da fibre, quattro amphorae rivestite di fibre, due imbuti, tre colini di vimini, [e] tre colini da immergere nei fiori, dieci giare per [il trattamento] del succo d'uva..."

## Commercio
Il commercio fra le province dell'impero era florido, e tutte le regioni dell'impero erano perlopiù economicamente indipendenti. Alcune province si specializzarono nella produzione del grano, altre in quella del vino e altre nella produzione di olio d'oliva, a seconda del tipo di terreno. Columella scrisse nel suo De re rustica, "Un terreno che sia pesante, calcareo e umido non è inadatto alla crescita invernale di grano e farro. L'orzo non tollera nessun posto se non quelli secchi e non solidi."
Plinio il Vecchio scrisse ampiamente sull'agricoltura nel suo Naturalis Historia, dal XII al XIX libro, incluso il capitolo XVIII, La Storia Naturale del Grano
Alcuni dei prodotti coltivati erano: il carciofo, la senape, il coriandolo, la rucola, l'erba cipollina, il porro, il sedano, il basilico, la pastinaca, la menta, la ruta, il timo, la barbabietola, il papavero, l'aneto, l'asparago, il ravanello, il cetriolo, la zucca, il finocchio, il cappero, la cipolla, lo zafferano, il prezzemolo, la maggiorana, il cavolo, la lattuga, il cumino, l'aglio, il fico, l'uva, l'albicocca armena, le prugne, la mora e la pesca.
Il geografo greco Strabone considerava la pianura del Po (nord Italia) la zona di maggior importanza economica perché "tutti i cereali vanno bene, ad eccezione del miglio che ha la precedenza, poiché il terreno è così ben irrorato. La provincia dell'Etruria ha un terreno denso, buono per il grano. Il terreno vulcanico della Campania è ottimo per la produzione di vino. In aggiunta alla conoscenza delle varie categorie di terreno, i Romani si interessarono inoltre a quale tipo di concime fosse più adatto il terreno. Il miglior concime era quello del pollame, e quello di mucca uno dei peggiori. Il concime di pecora e di capra aveva anch'esso la sua valenza. Il concime d'asino era il migliore negli usi immediati, mentre quello di cavallo non andava bene nei campi di grano, ma secondo Marco Terenzio Varrone funzionava molto bene nei pascoli, perché "aiutava l'intensa crescita di piante come l'erba".

## Economia
Nell'impero romano, una famiglia di 6 persone doveva coltivare 12 iugeri/ 3 ettari di terreno per riuscire a soddisfare il bisogno nutrizionale minimo (senza animali). Se la famiglia possedeva animali come aiuto per la coltivazione della terra, erano allora necessari 20 iugeri. Lo stesso ammontare era necessario per la sussistenza se il terreno era coltivato usando il metodo della mezzadria, come nell'Africa Proconsolare del II secolo d.C., nel qual caso un terzo del raccolto totale andava al proprietario come pagamento dell'affitto (vedi Lex Manciana).
Queste cifre si riferiscono solo ai livelli di sussistenza. È chiaro che nelle provincie con surplus di produzione, questo veniva trasportato, per rifornire l'Annona di grano.
Per i raccolti di grano, le cifre variano a seconda della fonte. Varrone menziona un rapporto di 10:1 raccolto-semenza per il grano come la norma per i proprietari terrieri ricchi. In alcune aree dell'Etruria, il raccolto poteva essere elevato fino a 15:1. Cicerone indica nel In Verrem, un raccolto dell'8:1 come norma, e del 10:1 in raccolti eccezionalmente buoni. Paul Erdkamp menziona nel suo libro The Grain Market in the Roman Empire, che Columella era probabilmente non obiettivo quando menziona il molto più basso rapporto del 4:1. secondo Erdkamp, Columella voleva indicare che 'il grano offre poco profitto a confronto del vino. Il suo ragionamento lo induce ad esagerare la redditività dei vigneti e allo stesso tempo a diminuire i raccolti ottenuti con la coltivazione del grano. Nel migliore dei casi, Columella riferisce una cifra affidabile per i terreni poveri; nel peggiore dei casi, la sua stima non è assolutamente affidabile.
Un'unità di misura agricola era conosciuta come fundus.
L'Egitto era anch'esso importante nella produzione di grano per Roma. Di norma, carichi di grano egizio potevano ammontare fino a 20 milioni di modii o più all'anno. Questo numero può essere trovato nell'Epitome de Caesaribus. 20 milioni di modii di grano erano sufficienti per sfamare metà o due terzi di Roma.
Plinio il Giovane disse che Roma sarebbe in grado di sopravvivere anche senza il grano egiziano nella suo orazione nel Panegyricus del 100 d.C., dopo che nel 99 ci fu una crisi nel raccolto egizio dovuta a scarse precipitazioni.
Plinio il Giovane dichiarò che:'per molto tempo si era creduto che Roma avrebbe potuto essere sfamata e mantenuta grazie all'aiuto egizio'. Affermazione da lui ribattuta con:'Adesso [che] abbiamo restituito al Nilo le sue ricchezze... il suo compito non quello di permettere a noi di cibarsi ma di pagare un giusto tributo.

## Meccanizzazione

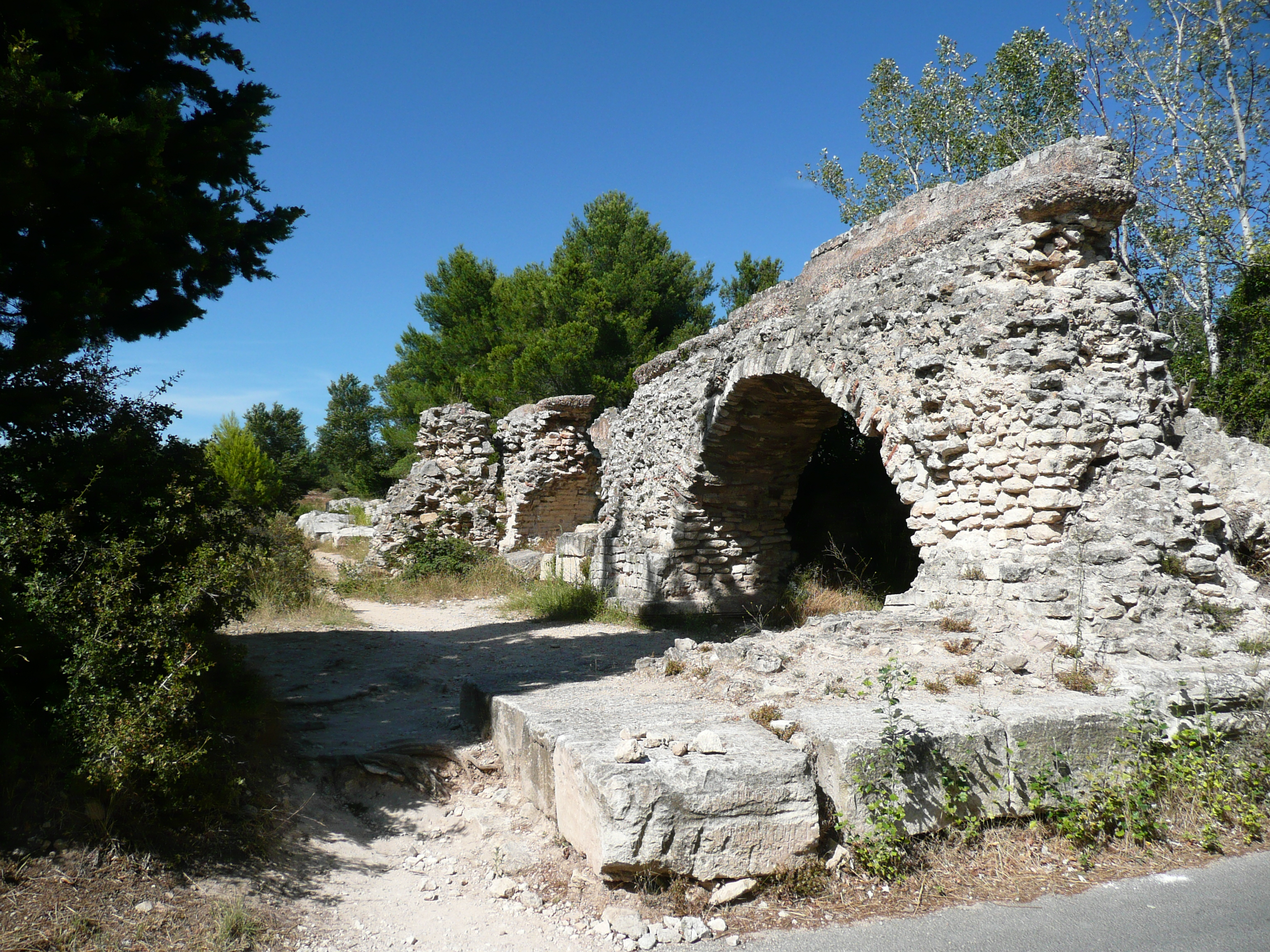
Acquedotto di Arles

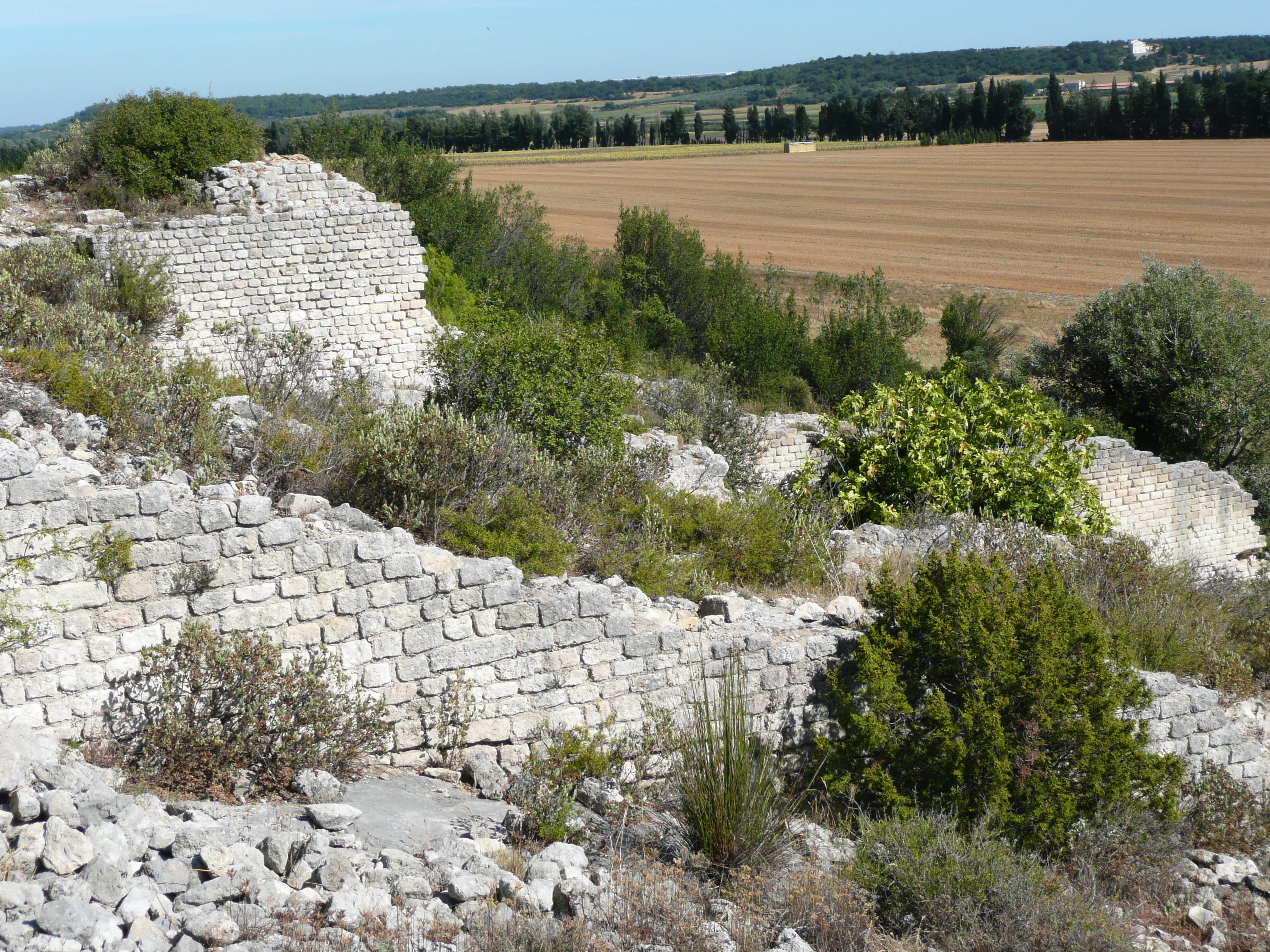
Mulini sotto canali scavati in pietra

I Romani migliorarono la crescita del grano innaffiando le piante con l'utilizzo degli acquedotti ed esistono prove sempre maggiori che parte del processo era meccanizzato. Per esempio, ci fu un ampio utilizzo di mulini in Gallia e a Roma per trasformare il grano in farina. I resti più impressionanti ancora esistenti si trovano a Barbegal, nel sud della Francia, vicino ad Arles. Sedici mulini ad acqua divisi in due colonne venivano nutriti dall'acquedotto principale di Arles, nel quale l'efflusso d'acqua del primo riforniva il successivo della serie. I mulini apparentemente operarono dalla fine del primo secolo d.C. fino alla fine del III secolo. La portata dei mulini è stata stimata attorno alle 4.5 tonnellate di farina giornaliere, sufficienti a rifornire di pane i 12 500 abitanti che occupavano la città di Arelate a quel tempo.
La ruota idraulica verticale era ben conosciuta ai Romani, descritta da Vitruvio nel suo De Architectura del 25 a.C., e menzionata da Plinio il Vecchio nella sua Naturalis Historia del 77 d.C. Esistono anche riferimenti successivi a mulini ad acqua galleggianti da Bisanzio e di segherie sul fiume Moselle da parte del poeta Ausonio. L'uso di mulini ad acqua sequenziali fu largamente utilizzato nelle miniere romane.
Ci sono evidenze dirette da bassorilievi sull'utilizzo di una qualche tipo di mietitura automatica nella raccolta di grano maturo. Si crede che o i Romani o i Celti prima di loro, inventarono la mietitrice meccanica o meglio una sua rudimentale antesignana, che tagliava o strappava le spighe lasciando il gambo a terra, ed era spinta da buoi o cavalli. Plinio il vecchio menziona questo congegno nella Naturalis Historia XVIII, 296. La macchina era stata dimenticato nel Medioevo, quando si ritornò all'utilizzo di falci e falcetto per i raccolti.

## Acquisizione di un terreno

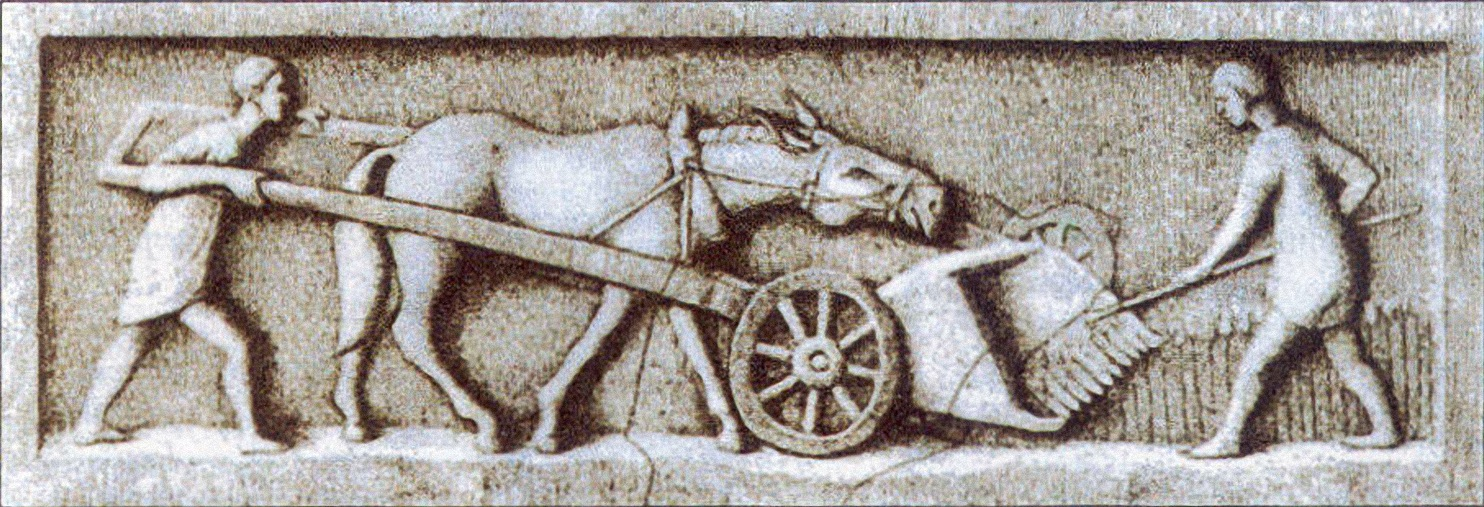
Mietitrebbia gallo-romana: visione d'insieme

Aristocratici e plebei insieme potevano acquisire terreni da coltivare in tre metodi. Il più comune era comprare il terreno. Nonostante alcuni plebei possedessero piccole proprietà terriere, queste erano spesso troppo costose e difficili da mantenere. Per questo motivo, questi terreni venivano venduti a qualcuno nell'aristocrazia che possedeva le risorse finanziarie necessarie per mantenerli. Anche se esistevano delle terre pubbliche destinate alla gente comune, gli aristocratici tendevano a comprare anche quei terreni, causando gravi tensioni tra le due classi. 'Lo sfratto di massa dei poveri da parte dei ricchi sostenne la tensione politica e le guerre civili dell'ultimo secolo della Repubblica romana.' Un altro metodo era l'acquisizione di terre come ricompensa per essere andato in guerra. Ai soldati di grado elevato che ritornavano dalla guerra venivano spesso concessi piccoli terreni di terreno pubblico o di lande nelle province come metodo di pagamento per i loro servizi. L'ultimo metodo per ottenere terreni era attraverso l'eredità. Un padre poteva lasciare i suoi terreni alla sua famiglia, solitamente al proprio figlio, in caso della sua morte. I testamenti specificavano chi dovesse riceve i terreni come metodo per assicurarsi che altri cittadini non tentassero di sottrarre la terra alla famiglia del deceduto.

## L'aristocrazia e la terra

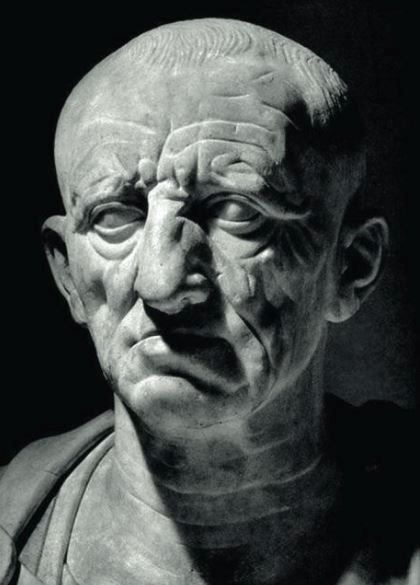
Catone il Vecchio, autore di un libro sull'agricoltura romana

Nonostante alcune piccole parti dei terreni fossero di proprietà della bassa classe sociale e dei soldati, la maggior parte della terra era controllata dalla classe nobiliare di Roma. La proprietà della terra era solo una delle molte distinzioni che separava l'aristocrazia dalla classe plebea. L'aristocrazia voleva riorganizzare le piccole proprietà in terreni molto più grandi e redditizi per competere con gli altri nobili. Era considerato un punto d'onore non solo possedere il più grande pezzo di terra, ma anche terra che crescesse prodotti di alta qualità. Come Marco Porcio Catone scrisse:'quando volevano lodare un uomo onorevole la loro lode prendeva questa forma: "buon marito buon agricoltore"; è dalla classe agricola che gli uomini più coraggiosi e i soldati più resistenti escono. I prodotti coltivati cambiavano a seconda delle stagioni, visto che si cercava di ottenere il miglior risultato possibile sotto le migliori condizioni possibili. Catone discusse molte dei principali obiettivi dell'agricolture e su come individuare un grande pezzo di terra. Egli nota che un bravo agricoltore deve prendere il suo tempo nell'esaminare la terra, osservando ogni più piccolo dettaglio. Non sono il terreno doveva essere perfetto per l'acquisto, ma anche i vicini dovevano mantenere le loro proprietà perché: "se l'area fosse buona, dovrebbero tenerla in buone condizioni". Privati che cercavano di comprare un terreno dovevano anche tenere in considerazione il clima della regione, la condizione del terreno e quando vicino si trovava da una città o da un porto. Una prudente pianificazione veniva usata in ogni aspetto del possesso e del mantenimento di un terreno nella cultura romana.

## Gestire una tenuta agricola a Roma
Mentre l'aristocrazia possedeva la maggior parte delle terre a Roma, loro stessi non erano spesso presenti nelle fattorie. Con obbligazioni da senatori, generali, e soldati in guerra, molti degli attuali proprietari terrieri spendevano molto poco tempo a lavorare i loro terreni. Questi venivano invece mantenuti da schiavi e da liberti pagati per sorvegliare questi schiavi. I supervisori avevano molte responsabilità che coincidevano con il mantenimento della terra. Erano responsabili dell'assicurarsi che gli schiavi fossero tenuti occupati e di risolvere i conflitti fra loro. Un supervisore doveva essere affidabile e degno di fiducia, in modo tale che il proprietario sapesse che la persona che avevano assunto non cercassero di provare a rubare nessuno dei prodotti del raccolto. I supervisori dovevano inoltre assicurarsi che sia i servi che gli schiavi venissero alloggiati e sfamati in modo giusto, e che venissero assegnati loro lavoro in modo equo ed efficiente. Dovevano assicurarsi che qualsiasi ordine dato dal proprietario terriero venissero seguito diligentemente e che tutti nella fattoria onorassero gli dei in modo rispettoso, cosa che i Romani credevano fosse necessario per assicurarsi un raccolto abbondante. Una buona evidenza di come questo sistema fosse organizzato è visibile nella Lex Manciana
La maggior parte del lavoro era svolta da servi e schiavi. Gli Schiavi erano la principale forza lavoro. Nella società romana, esistevano 3 metodi per ottenere uno schiavo. Il primo, e possibilmente il più comune, metodo per ottenere uno schiavo era di comprarne uno al mercato. Gli schiavi venivano comprati alle aste e comprati dai mercanti di schiavi o scambiati tra mercanti di schiavi. Un altro metodo nel quale gli schiavi venivano acquisiti era attraverso le conquisti in guerra. Come Keith Hopkins spiega nei suoi scritti, molti proprietari andavano in guerra e tornavano con dei prigionieri. Questi prigionieri venivano poi riportati in territorio romano e venivano poi venduti ad un altro cittadino o fatti lavorare nella fattoria di colui che gli aveva imprigionati. L'ultimo metodo per ottenere uno schiavo era attraverso la nascita: se una schiava dava alla nascita un bambino, quel bambino diveniva proprietà del proprietario di quella schiava. Schiavi erano relativamente facili da usare perché erano considerati proprietà; il loro trattamento dipendeva dall'umanità dei loro proprietari, che incontravano le esigenze dei loro schiavi con quello che volevano spendere, non quello che dovevano. I supervisori motivavano gli schiavi imponendo punizioni ed elargendo ricompense. 'Se il supervisore si opponeva ai crimini, loro non gli avrebbero più fatti; se invece gli faceva permettere, il padrone non doveva lasciarlo andare impunito.' nonostante la crudeltà totale nei confronti di schiavi fosse considerato un segno di cattivo carattere nella cultura romana, c'erano pochi limiti alle punizioni che un supervisore o proprietario di schiavi potevano infliggere.

## Problemi con gli agricoltori
Gli agricoltori romani affrontarono molti di quei problemi che afflissero gli agricoltori fino ai tempi moderni, compresi: l'imprevedibilità del tempo, alluvioni, e parassiti. Gli agricoltori dovevano inoltre essere diffidenti nell'acquisto di terre troppo distanti da una città o un porto, per via delle guerre e dei conflitti per le terre. Dato che Roma era un vasto impero che conquistò molte terre, ebbe molti nemici, formati anche da individui le quali terre erano state sottratte. Questi spesso perdevano i loro territori a vantaggio di invasori che gli avrebbero poi sostituiti e cercato di gestire le fattorie loro stessi. Anche se i soldati romani vennero frequentemente in aiuto degli agricoltori e tentavano di recuperare la terra, queste battaglie spesso risultavano nel danneggiamento o la distruzione delle proprietà. I proprietari terrieri dovettero a volte anche affrontare le ribellioni degli schiavi. 'In aggiunta all'invasione dei Cartaginesi e delle tribù celtiche, ribellioni di schiavi e guerre civili che vennero ripetutamente combattute su suolo italico, tutte contribuirono alla distruzione delle tradizionali proprietà agricole. (pg. 4)
Inoltre, mentre l'agricoltura romana declinava, le persone adesso giudicavano gli altri dalla loro ricchezza invece che dal loro carattere.